# Atletica leggera ai II Giochi olimpici giovanili estivi - Salto con l'asta maschile
Ai II Giochi olimpici giovanili estivi, che si sono tenuti a Nanchino nel 2014, la competizione del salto con l'asta maschile si è svolta il 22 (qualificazioni) e il 25  agosto (finali) presso l'Olympic Sports Centre.

## L'eccellenza mondiale
| Primatista mondiale allievo      | 5,51 m | Germán Chiaraviglio |
| Campione olimpico giovanile 2010 | 5,05 m | Didac Salas         |
| Campione mondiale allievo 2013   | 5,25 m | Harry Coppell       |